# Marie Gerner
Marie Gerner (* 2. April 1843; † 12. Januar 1928) war eine deutsch-schweizerische Schriftstellerin.

## Leben
Maria Amanda Gerner, geborene Mark wurde 1843 in Schweinfurt geboren. Unter dem Namen Marie Gerner schrieb sie überwiegend Erzählungen die in den Alpenländern in christlich kleinbürgerlichen Gesellschaftskreisen spielten. Sie siedelte in die Schweiz und lebte dort 50 Jahre. 1887 wurde sie in Zürich eingebürgert, in dieser Stadt starb sie 1928. Ihr Fach war die Novellistik und Jugendliteratur.